# Chimonobambusa macrophylla
Chimonobambusa macrophylla là một loài thực vật có hoa trong họ Hòa thảo. Loài này được T.H.Wen & Ohrnb. mô tả khoa học đầu tiên năm 1990.